# ساندر جيلمان
ساندر جيلمان (بالإنجليزية: Sander Gilman)‏ هو مؤرخ أمريكي، ولد في 21 فبراير 1944 في نيويورك في الولايات المتحدة.